# Anthanassa cortes
Anthanassa cortes är en fjärilsart som beskrevs av Hall 1917. Anthanassa cortes ingår i släktet Anthanassa och familjen praktfjärilar. Inga underarter finns listade i Catalogue of Life.